# عين بلال
عين بلال هي قرية في إقليم سطات ضمن جهة الدار البضاء سطات بالغرب المغربي. كان مجموع عدد سكان الجماعة القروية عين بلال 5,166 نسمة.(تعداد السكان الرسمي 2004)